# Мартинцова, Тереза
Тереза Мартинцова (чеш. Tereza Martincová; род. 24 октября 1994 года, Прага) — чешская теннисистка; победительница одного турнира WTA в парном разряде.

## Спортивная карьера
В июне 2013 года, чешская теннисистка дебютировала на турнире в Нюрнбергере под эгидой WTA. После прохождения всех трех раундов квалификации, она проиграла в первом круге Эстрелле Кабеса Кандела.
Через месяц Мартинцова вновь прошла квалификацию на Кубке Баку 2013 года, в первом раунде основного турнира победила Оксану Калашникову, но уступила Тадее Майеричу во втором круге.
В 2015 году на кубке Бразилии по теннису чешка дошла до первого четвертьфинала в карьере на турнирах WTA.
Не менее удачным был для нее и 2016 год. Мартинцова дошла до полуфинала WTA турнира в Бангкоке[уточнить], по ходу турнира обыграв Барбору Крейчикову, Екатерину Александрову и Джессику Пегулу.
В 2017 году через победу в квалификации пробилась в основную сетку Открытого чемпионата США по теннису и сыграла в первом круге, где уступила в двух сетах 18-й сеянной на турнире Каролин Гарсия из Франции.
Сезон 2018 года
На женском турнире в Санкт-Петербурге Тереза, выиграв квалификацию, не смогла пройти дальше первого раунда, уступив Роберте Винчи из Италии.
Сезон 2019 года
На Открытом чемпионате США проиграла в первом раунде Каролине Плишковой в двух сетах.  

## Итоговое место в рейтинге WTA по годам
| Год  | Одиночный рейтинг | Парный рейтинг |
| 2021 | 48                | 189            |
| 2020 | 120               |                |
| 2019 | 130               |                |
| 2018 | 212               | 527            |
| 2017 | 140               | 817            |
| 2016 | 158               | 514            |
| 2015 | 183               | 923            |
| 2014 | 277               | 387            |
| 2013 | 297               | 650            |
| 2012 | 457               | 680            |
| 2011 | 876               |                |

## Выступления на турнирах

### Финалы турнировWTAв одиночном разряде (1)

#### Поражения (1)
| Легенда:                    |
| --------------------------- |
| Турниры Большого шлема (0*) |
| Олимпиада (0)               |
| Итоговый турнир WTA (0)     |
| WTA 1000 Mandatory (0)      |
| WTA 1000 (0)                |
| WTA 500 (0)                 |
| WTA 250 (0+1)               |

| Титулы по покрытиям | Титулы по месту проведения матчей турнира |
| ------------------- | ----------------------------------------- |
| Хард (0+1*)         | Зал (0)                                   |
| Грунт (0)           | Зал (0)                                   |
| Трава (0)           | Открытый воздух (0+1)                     |
| Ковёр (0)           | Открытый воздух (0+1)                     |

* количество побед в одиночном разряде + количество побед в парном разряде.
| №  | Дата         | Турнир       | Покрытие | Соперник в финале  | Счёт    |
| 1. | 18 июля 2021 | Прага, Чехия | Хард     | Барбора Крейчикова | 2-6 0-6 |

### Финалы турнировITFв одиночном разряде (8)

#### Победы (4)
| Легенда:                  |
| ------------------------- |
| 100.000 USD (0*)          |
| 80.000 (75.000**) USD (0) |
| 60.000 (50.000**) USD (0) |
| 25.000 USD (3+2)          |
| 15.000 (10.000**) USD (1) |

** призовой фонд до 2017 года
|
| Титулы по покрытиям | Титулы по месту проведения матчей турнира |
| ------------------- | ----------------------------------------- |
| Хард (2*)           | Зал (0)                                   |
| Грунт (1)           |                                           |
| Трава (0)           | Открытый воздух (4)                       |
| Ковёр (1)           |                                           |

* количество побед в одиночном разряде.
| №  | Дата            | Турнир                 | Покрытие | Соперница в финале | Счёт       |
| 1. | 13 апреля 2014  | Ираклион, Греция       | Хард     | Пернилла Мендешова | 6-4 6-4    |
| 2. | 28 июня 2015    | Ленцерхайде, Швейцария | Грунт    | Настя Колар        | 6-3 6-4    |
| 3. | 14 октября 2015 | Обидуш, Португалия     | Ковёр    | Катажина Кава      | 7-6(3) 6-3 |
| 4. | 2 июня 2019     | Эссен, Германия        | Грунт    | Паула Бадоса       | 6-2 7-6(4) |

#### Поражения (4)
| №  | Дата            | Турнир             | Покрытие | Соперница в финале   | Счёт           |
| 1. | 21 апреля 2013  | Анталья, Турция    | Хард     | Беатрис Хаддад Майя  | 4-6 3-6        |
| 2. | 31 августа 2014 | Мамайя, Румыния    | Грунт    | Кристина-Андрея Миту | 2-6 4-6        |
| 3. | 8 февраля 2015  | Гренобль, Франция  | Хард(i)  | Магда Линетт         | 6-7(2) 6-4 1-6 |
| 4. | 3 мая 2015      | Висбаден, Германия | Грунт    | Анастасия Севастова  | 1-6 3-6        |

### Финалы турнировWTAв парном разряде (3)

#### Победы (1)
| №  | Дата             | Турнир             | Покрытие | Партнёрша    | Соперницы в финале               | Счёт    |
| 1. | 18 сентября 2022 | Порторож, Словения | Хард     | Марта Костюк | Кристина Букса Тереза Мигаликова | 6-4 6-0 |

#### Поражения (2)
| №  | Дата           | Турнир                   | Покрытие | Партнёрша           | Соперницы в финале              | Счёт              |
| 1. | 9 января 2022  | Мельбурн (II), Австралия | Хард     | Маяр Шериф          | Бернарда Пера Катерина Синякова | 2-6 7-6(7) [5-10] |
| 2. | 14 января 2022 | Аделаида (II), Австралия | Хард     | Маркета Вондроушова | Макото Ниномия Эри Ходзуми      | 6-1 6-7(4) [7-10] |

### Финалы турнировITFв парном разряде (2)

#### Поражения (2)
| №  | Дата             | Турнир               | Покрытие | Партнёрша        | Соперницы в финале                 | Счёт    |
| 1. | 24 ноября 2013   | Хвар, Хорватия       | Грунт    | Петра Роганова   | Мартина Кубичикова Тереза Смиткова | 2-6 4-6 |
| 2. | 23 сентября 2018 | Лиссабон, Португалия | Хард     | Михаэлла Крайчек | Эмма Лайне Саманта Маррей          | 5-7 4-6 |